# ヒノキバヤドリギ

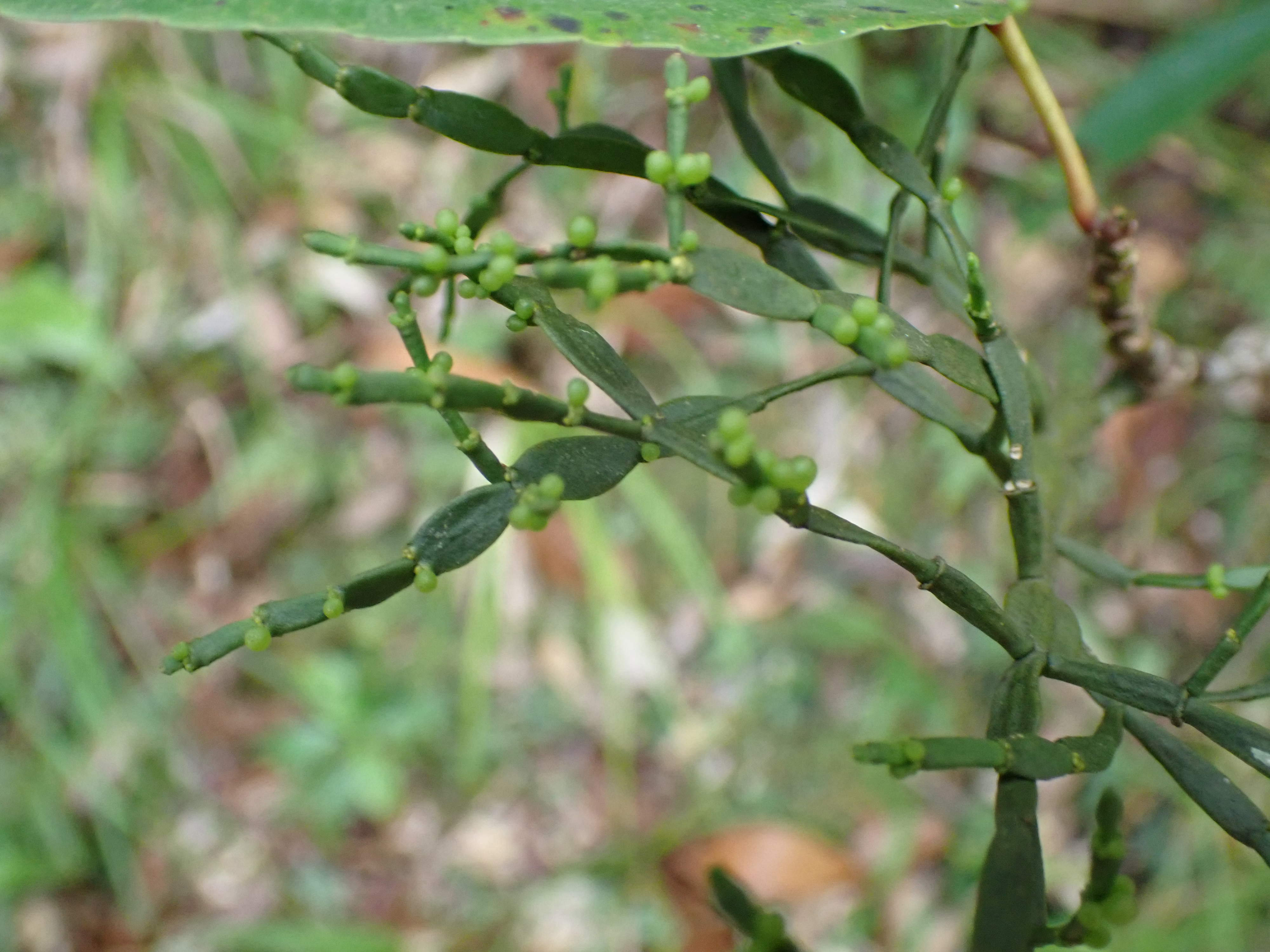
ヒノキバヤドリギ（2025年1月 沖縄県石垣市 バンナ公園）

ヒノキバヤドリギ（Korthalsella japonica）は、小柄な木本性の寄生植物。葉が小さく退化し、ヒノキの枝のように見える。

## 特徴
高さ5-20cmにしかならない常緑性の低木。茎は緑色で無毛、扁平で、古くなると向かい合わせの稜が翼状に突出する。茎には多くの節があり、節間は2-20mm程度、節の部分で折れやすい。葉は対生するが小さな突起状に退化しており、輪になって節を取り囲む。
春から秋に、節の部分に数個の小さな花をつける。雌雄同株で花は単性、緑色で長さ0,8mmほど、苞葉はなく、花被片は3枚あって互いに合着している。雄花では花被片は深く三裂し、それぞれの内側に1個ずつ雄蘂を付ける。雌花では花被片は先端が浅く裂けるだけで、その中央に短い花柱が出る。成熟するとその先端に粘球が出来る。果実は熟すと球形で黄色くなり、径は約2mm、種子は粘液に包まれ、他物に付着しやすい。
和名の意味はヒノキ葉ヤドリギであり、その枝の様子がヒノキに似ることによる。

## 分布
日本では本州の関東以西から四国、九州、琉球列島と小笠原から知られる。世界的には台湾、中国、東南アジアからオーストラリアにまで分布する。

## 生態
半寄生植物であり、樹木の枝の上に生える。葉が退化しているが、茎が扁平になっており、ここが光合成をになう。宿主になるのは多くの場合に常緑広葉樹であり、ツバキ、ヒサカキ、ネズミモチ、ソヨゴ、ヤブニッケイ、ハイノキ、サザンカ、アオキなどが知られる。ただし、落葉広葉樹に寄生した例も知られる。寄生された植物は生長が鈍り、弱って、場合によっては枯れることさえある。そのため果樹などに被害を与える場合もある。種子散布は果実の破裂によって種子が飛び出ることによるが、これにアリが関与するとの説もある。好適な木の枝に付着すると、そこで発芽し、寄生生活を始める。

## 分類など
本属には45種ほどがあるが、日本では本種のみが知られる。特異な形態のため、見誤るものは他にない。